# Міхельсон Леонід Вікторович
Леонід Вікторович  Міхельсон (рос. Леонид Викторович Михельсон) — російський підприємець, голова правління і великий акціонер російської газової компанії ПАТ «Новатек», голова ради директорів і найбільший акціонер провідного російського нафтохімічного холдингу «Сибур».
Володіючи особистим статком $18,4 млрд, в 2017 році зайняв 1 місце серед найбагатших росіян за версією журналу Forbes.